# Skjern Kirke (Viborg Kommune)
 For alternative betydninger, se Skjern Kirke. (Se også artikler, som begynder med Skjern Kirke)
Skjern Kirke er en kirke beliggende i Skjern Sogn (Viborg Kommune). Den har romansk kor og skib samt nyere våbenhus. Murene omsat ved en restaurering i 1887, hvor man dog har bevaret østgavlens vindue og dørene.   Norddøren er tilmuret og har tympanonfelt med to løver. Syddøren flankeres af rundstave og søjler. Det indre har bjælkelofter. 

## Interiør
Stor 3-fløjet altertavle fra o. 1500. I midterskabet den hellige Anna og Jomfru Maria med barnet mellem Sct. Nicolaus og Katarina af Siena. På fløjene de hellige tre konger og helgener. Farverne er fjernet ved en restaurering i 1876. Foran midterskabet står et forgyldt middelalderligt processionskors. På skibets nordvæg et sengotisk korbuekrucifix, på væggen et mindre krucifiks. I våbenhuset en unggotisk bispefigur i træ. der er en romansk døbefont, og en enkel prædikestol fra slutningen af det 17. århundrede. 

## Runesten
Ved våbenhuset to runesten, den store (fundet i Skjern Slots ruiner): "Sasgerd, Finulvs datter, rejste stenen efter Odinkar, Osbjørns søn, den dyre og hin drottro. en sejdkarl (er) den mand som bryder disse kumler". Den mindre er et fragment.